# ۲۳۱ (میلادی)
۲۳۱ (میلادی) دویست و سی و یکمین سال تقویم میلادی است.

## درگذشتگان
‎